# Léo Dartey
Léo Dartey, pseudônimo de Henriette Féchy, Mme. Stumm, foi um escritora francesa, nascida em 1898.
Recebeu em 1945 o Pêmio Montyon, outorgado pela Academia Francesa a autores franceses de obras "recomendáveis para um caráter elevado e de utilidade moral". Sua obra se caracteriza pelos romances açucarados destinados ao público feminino

## Obras
- 1936 - Les deux routes - Coleção Collection Parisienne - Ed. Collection Parisienne
- 1950 - Le trésor des Mancini - Coleção Pour les jeunes - Ed. Flammarion
- 1953 - Une aimée... trois amours - Coleção Les Heures Bleues - Ed. Tallandier
- 1954 - Le secret de la Berneray - Coleção Les Heures Bleues - Ed. Tallandier
- 1955 - Les ailes victorieuses - Coleção Les Heures Bleues - Ed. Tallandier
- 1956 - Rivale lointaine - Coleção Tallandier - Ed. Tallandier
- 1956 - Sylvette et l'aventure - Coleção Delphine - Ed. Editions Mondiales
- 1957 - La chanson du rêve - Coleção Les Heures Bleues - Ed. Tallandier
- 1957 - Le cygne noir - Coleção Le Cercle Romanesque - Ed. Le Cercle Romanesque
- 1958 - L'amour, cet inconnu - Coleção Le Cercle Romanesque - Ed. Le Cercle Romanesque
- 1958 - Une ombre de bonheur - Coleção Le Cercle Romanesque - Ed. Le Cercle Romanesque
- 1960 - Mon trésor - Coleção Le Cercle Romanesque - Ed. Le Cercle Romanesque
- 1961 - La chimère aux ailes d'or - Coleção Bibliothèque Pervenche - Ed. Tallandier
- 1962 - Un soir à torina - Coleção Le Cercle Romanesque - Ed. Le Cercle Romanesque
- 1962 - Un soir, à Torina - Coleção Le Cercle Romanesque - Ed. Le Cercle Romanesque
- 1963 - Le visiteur de minuit - Coleção Le Cercle Romanesque - Ed. Le Cercle Romanesque
- 1964 - La colline aux Genêts - Coleção Le Cercle Romanesque - Ed. Le Cercle Romanesque
- 1965 - Ce n'est pas mon amour - Coleção Le Cercle Romanesque - Ed. Le Cercle Romanesque
- 1966 - L'ardente épreuve - Coleção Cercle Arc-en-Ciel Romanesque - Ed. Arc-en-Ciel
- 1966 - Sur l'autre rive - Coleção Le Cercle Romanesque - Ed. Le Cercle Romanesque
- 1967 - L'intruse - Coleção Le Cercle Romanesque - Ed. Le Cercle Romanesque
- 1968 - Et si je t'aime - Coleção Floralies - Ed. Tallandier
- 1968 - Sa dernière nuit - Coleção Cercle Arc-en-Ciel Romanesque - Ed. Arc-en-Ciel
- 1969 - Le miracle des Colombières - Coleção Le Cercle Romanesque - Ed. Le Cercle Romanesque
- 1969 - Mais l'amour... - Coleção Floralies - Ed. Tallandier
- 1970 - Le chant sur la falaise - Coleção Floralies - Ed. Tallandier
- 1970 - Le sacrifice de Tanna - Coleção Floralies - Ed. Tallandier
- 1970 - Troublante lyane - Coleção Cercle Arc-en-Ciel Romanesque - Ed. Arc-en-Ciel
- 1971 - Bonheur en instance - Coleção Le Cercle Romanesque - Ed. Le Cercle Romanesque
- 1971 - Sandrine et l'amour - Coleção Le Cercle Romanesque - Ed. Le Cercle Romanesque
- 1972 - L'inconnue du bois d'amour - Coleção Le Cercle Romanesque - Ed. Le Cercle Romanesque
- 1972 - Ma petite fée - Coleção Floralies - Ed. Tallandier
- 1972 - Marjolaine - Coleção Floralies - Ed. Tallandier
- 1973 - La nuit de Vallauris - Coleção Floralies - Ed. Tallandier
- 1973 - Le serment dangereux - Coleção Floralies - Ed. Tallandier
- 1973 - Ton amour vaut un royaume - Coleção Le Cercle Romanesque - Ed. Le Cercle Romanesque
- 1974 - Coeurs en péril - Coleção Le Cercle Romanesque - Ed. Le Cercle Romanesque
- 1974 - Griffes d'or - Coleção Floralies - Ed. Tallandier
- 1974 - Qu'avez-vous fait de notre amour ? - Coleção Floralies - Ed. Tallandier
- 1974 - Suivre son rêve - Coleção Floralies - Ed. Tallandier
- 1975 - Les yeux verts - Coleção Le Cercle Romanesque - Ed. Le Cercle Romanesque
- 1975 - Pierre et Françoise - Coleção Floralies - Ed. Tallandier
- 1975 - Rien que son coeur - Coleção Floralies - Ed. Tallandier
- 1976 - Coeur sauvé - Coleção Le Cercle Romanesque - Ed. Le Cercle Romanesque
- 1976 - Plainte contre inconnu - Coleção Floralies - Ed. Tallandier
- 1976 - Un mari pour rire - Coleção Floralies - Ed. Tallandier
- 1977 - La tour du silence - Coleção Floralies - Ed. Tallandier
- 1978 - Après la nuit - Coleção Floralies - Ed. Tallandier
- 1978 - L'énigme de Greham - Coleção Floralies - Ed. Tallandier
- 1978 - La fin de Greham - Coleção Floralies - Ed. Tallandier
- 1978 - Les oiseaux du bonheur - Coleção Floralies - Ed. Tallandier
- 1979 - Au risque d'en mourir - Coleção Floralies - Ed. Tallandier
- 1979 - Sophie, sa soeur et l'autre - Coleção Floralies - Ed. Tallandier
- Le mystère du château des louves - Coleção Delphine - Ed. Editions Mondiales
- Le secret de la Lézardière - Coleção Pour les jeunes - Ed. Flammarion
- Mon bonheur pour le sien - Coleção Bibliothèque pervenche - Ed. Dumas
- Pour son bonheur - Coleção Le Livre National - Ed. Tallandier[5]

## Em língua portuguesa
A Ediitora Romano Torres, de Lisboa, publicou 44 romances da autora. A Companhia Editora Nacional publicou Noiva por Acaso como o volume 138 da coleção Biblioteca das Moças, em 1949.